# X secolo
Il X secolo (decimo secolo) è il secolo che inizia nell'anno 901 e termina nell'anno 1000 incluso.

## Avvenimenti specifici
- Incursioni della cavalleria magiara nell'Europa occidentale (47 in Germania, Italia e Francia, 899-970).
- Ottone I riunisce l'ex impero carolingio, creando il Sacro Romano Impero di Germania.
- Affermazione dei sassoni.
- Niceforo II Foca conquista Creta e Aleppo, appartenenti ai musulmani, inaugurando l'epopea bizantina.
- Ottone I assegna i feudi a dei vescovi-conti senza prole, in modo da evitare i disordini che si creavano tra gli eredi del feudatario.
- Nascono in Francia i primi ordini cavallereschi.
- Fallita conquista dell'Italia meridionale da parte di Ottone II.
- Niceforo II Foca è rovesciato da Giovanni I Zimisce.
- Ottone III tenta di avviare il progetto di restaurazione dell'impero romano d'Occidente, la Renovatio Imperii.
- Nasce il culto di Carlo Magno, che sarà canonizzato in seguito sotto Federico Barbarossa.
- Passaggio dall'alto al basso medioevo.
- 988: Vladimir il Grande e la Conversione al cristianesimo della Rus' di Kiev.

### Americhe
- ca. 930: civilizzazione tolteca in Messico

## Personaggi significativi
- Ugo Capeto (940 ca. - 996), re di Francia, iniziatore della dinastia dei Capetingi
- Erik il Rosso (Jaeder, v. 940 - Groenlandia, v. 1010), navigatore vichingo, scopritore della Groenlandia
- Gerberto di Aurillac, grande dotto e religioso francese nominato papa da Ottone III con il nome di Silvestro II.
- Ottone I, restauratore del Sacro Romano Impero
- Ottone II, vincitore di Aroldo I di Danimarca
- Ottone III, grande idealista e giovane Imperatore promotore della Renovatio Imperii
- Niceforo II Foca, imperatore e valoroso militare bizantino.
- Liutprando, ambasciatore d'occidente presso la corte di Bisanzio
- Costantino VII, imperatore bizantino e scrittore
- Saif-ad-Dawla, principe di Aleppo e grande mecenate, sconfitto da Niceforo II Foca
- Al-Mutanabbi, poeta arabo alla corte di Saif-ad-Dawla
- Arduino d'Ivrea, marchese
- Erigerio di Lobbes, scrittore latino medioevale
- Raterio di Verona, vescovo di Verona e scrittore latino medievale, originario di Liegi

## Invenzioni, scoperte, innovazioni
- La medicina islamica e la filosofia islamica nel pensiero di Avicenna (Ibn Sinā) (980-1037): Il canone della medicina e Il libro della guarigione
- Rotazione triennale delle colture
- Aratro con il giogo da spalla
- Nuovi tipi di macchine da irrigazione
- A Baghdad nasce la prima università di medicina
- Epoca dell'incastellamento nella penisola italiana
- Invenzione dei biscotti
- Scoperta del gioco dell'oca tra le rovine dell'antica Biblioteca di Alessandria